# Liga Nacional de Baloncesto de Kazajistán 2021-22
La Liga Nacional 2021-22 fue la decimonovena edición de la Liga Nacional máxima división de baloncesto de Kazajistán (la VTB United League es administrada por la Federación de Baloncesto de Rusia). Participaron 5 equipos tras la escisión del Almaty Legion. BC Astana defendió con efectivida su título al derrotar en una repetiad final al Barsy Atyrau.

## Equipos
| Equipo         | Ciudad   | Provincia |
| -------------- | -------- | --------- |
| BC Aktobe      | Aktobé   | Aktobé    |
| Barsy Atyrau   | Atirau   | Atirau    |
| BC Astana      | Astaná   | Astaná    |
| Caspiy Aktau   | Aktau    | Mangystau |
| Tobol Kostanay | Kostanái | Kostanay  |

## Temporada regular
Fuente: Liga Nacional 2021-22
| Pos | Equipo            | JJ | JG | JP | PF   | PC   | Dif. | Pts. | %    | Clasificación     |
| --- | ----------------- | -- | -- | -- | ---- | ---- | ---- | ---- | ---- | ----------------- |
| 1   | BC Astana         | 24 | 23 | 1  | 2181 | 1264 | +917 | 46   | .958 | Playoffs          |
| 2   | Barsy Atyrau      | 24 | 17 | 7  | 1811 | 1706 | +105 | 41   | .703 | Playoffs          |
| 3   | BK Aktobe         | 24 | 9  | 15 | 1559 | 1768 | -209 | 32   | .375 | Playoffs          |
| 4   | BK Tobol Kostanái | 24 | 6  | 18 | 1646 | 2037 | -391 | 30   | .250 | Playoffs          |
| 5   | Caspiy Aktau      | 24 | 5  | 19 | 1524 | 1946 | -422 | 29   | .208 | Serie de descenso |

## Estadísticas individuales

### Máximos anotadores[2]
| Pos | Jugador           | Equipo         | Puntos |
| --- | ----------------- | -------------- | ------ |
| 1   | Anton Bykov       | Tobol Kostanay | 403    |
| 2   | Shaim Kuanov      | Tobol Kostanay | 338    |
| 3   | Semyon Pinaev     | Caspiy Aktau   | 305    |
| 4   | Andrei Rahozenka  | Barsy Atyrau   | 275    |
| 5   | Jordan Watson     | Barsy Atyrau   | 272    |
| 6   | Alexander Papshiv | Aktobe         | 265    |
| 7   | Anton Ponomarev   | Aktobe         | 246    |
| 8   | Ruslan Aitkali    | Astaná         | 242    |
| 9   | Pavel Ilyin       | Tobol Kostanay | 236    |
| 10  | Donte McGill      | Barsy Atyrau   | 225    |

### Más rebotes[3]
| Pos | Jugador           | Equipo         | Rebotes |
| --- | ----------------- | -------------- | ------- |
| 1   | Anton Bykov       | Tobol Kostanay | 247     |
| 2   | Vladimir Ivanov   | Barsy Atyrau   | 177     |
| 3   | Anton Ponomarev   | Aktobe         | 167     |
| 4   | Semyon PInaev     | Caspiy Aktau   | 146     |
| 5   | Rustam Utegen     | Barsy Atyrau   | 115     |
| 6   | Skylar Spencer    | Astaná         | 109     |
| 7   | Dmitriy Gavrilov  | Astaná         | 109     |
| 8   | Denis Vikentiev   | Barsy Atyrau   | 106     |
| 9   | Alexander Kalenov | Caspiy Aktau   | 106     |
| 10  | Shaim Kuanov      | Tobol Kostanay | 101     |

### Máximos asistidores[4]
| Pos | Jugador             | Equipo         | Asistencias |
| --- | ------------------- | -------------- | ----------- |
| 1   | Shaim Kuano         | Tobol Kostanay | 121         |
| 2   | Alexander Kalenov   | Caspiy Aktau   | 92          |
| 3   | Rustam Murzagaliyev | Astaná         | 88          |
| 4   | Oleg Balashov       | Astaná         | 73          |
| 5   | Boris Nazmutdinov   | Aktobe         | 71          |
| 6   | Anton Ponomarev     | Aktobe         | 69          |
| 7   | Sergei Bormatenkov  | Aktobe         | 66          |
| 8   | Rustam Utegen       | Barsy Atyrau   | 66          |
| 9   | Pavel Ilyin         | Tobol Kostanay | 61          |
| 10  | Vladimir Ivanov     | Barsy Atyrau   | 61          |

## Playoffs[5]

### Semifinales
| Equipo 1     | Series | Equipo 2     | 1.er partido | 2.º partido | 3.er partido | 4.º partido | 5.º partido |
| ------------ | ------ | ------------ | ------------ | ----------- | ------------ | ----------- | ----------- |
| Astaná       | 3–0    | Caspiy Aktau | 95—69        | 101—60      | 104—59       | —           | —           |
| Barsy Atyrau | 3–0    | Aktobe       | 76—64        | 70—64       | 75—63        | —           | —           |

### Tercer lugar
| Equipo 1 | Series | Equipo 2       | 1.er partido | 2.º partido | 3.er partido | 4.º partido | 5.º partido |
| -------- | ------ | -------------- | ------------ | ----------- | ------------ | ----------- | ----------- |
| Aktobe   | 3–2    | Tobol Kostanay | 67—70        | 72—69       | 77—79        | 66—61       | 81—73       |

### Finales
| Equipo 1 | Series | Equipo 2     | 1.er partido | 2.º partido | 3.er partido | 4.º partido | 5.º partido |
| -------- | ------ | ------------ | ------------ | ----------- | ------------ | ----------- | ----------- |
| Astaná   | 3–0    | Barsy Atyrau | 77—51        | 104—51      | 70—64        | —           | —           |